# 북구·강서구 을
북구·강서구 을은 대한민국의 폐지된 국회의원 선거구이다. 당시 부산광역시 북구의 일부 지역과 강서구 전 지역을 관할했다.

## 역사
1996년 대한민국 제15대 국회의원 선거를 앞두고 신설되었다. 신설 당시 북구의 덕천2동과 강서구 전 지역을 관할했다.
제16대 국회의원 선거를 앞두고 북구·강서구 갑 선거구에서 금곡동과 화명동을 편입했다.
제20대 국회의원 선거를 앞두고 덕천2동을 북구·강서구 갑으로 보냈다.
대한민국 제22대 국회의원 선거를 앞두고 선거구가 개편됨에 따라 강서구 지역이 단독 선거구를 이루게 되고 남은 북구 지역이 신설되는 북구 을 선거구를 이루게 됨에 따라 폐지되었다.

## 관할 구역
| 대수      | 관할 구역                                                   |
| --------- | ----------------------------------------------------------- |
| 15대      | 북구 덕천2동 강서구 전역                                    |
| 16대      | 북구 금곡동, 화명동, 덕천2동 강서구 전역                    |
| 17대~19대 | 북구 금곡동, 화명1동, 화명2동, 화명3동, 덕천2동 강서구 전역 |
| 20대~21대 | 북구 금곡동, 화명1동, 화명2동, 화명3동 강서구 전역          |

## 역대 국회의원
| 선거   | 정당 | 정당       | 의원   |
| ------ | ---- | ---------- | ------ |
| 1996년 |      | 신한국당   | 한이헌 |
| 2000년 |      | 한나라당   | 허태열 |
| 2004년 |      | 한나라당   | 허태열 |
| 2008년 |      | 한나라당   | 허태열 |
| 2012년 |      | 새누리당   | 김도읍 |
| 2016년 |      | 새누리당   | 김도읍 |
| 2020년 |      | 미래통합당 | 김도읍 |

## 역대 선거 결과

### 대한민국 제15대 국회의원 선거
|  | 62.13% |

|  | 31.24% |

|  | 6.62% |

### 대한민국 제16대 국회의원 선거
|  | 53.22% |

|  | 35.69% |

|  | 9.12% |

|  | 1.10% |

|  | 0.85% |

### 대한민국 제17대 국회의원 선거
|  | 52.46% |

|  | 44.87% |

|  | 1.80% |

|  | 0.85% |

### 대한민국 제18대 국회의원 선거
|  | 64.19% |

|  | 23.18% |

|  | 10.19% |

|  | 2.41% |

### 대한민국 제19대 국회의원 선거
|  | 53.05% |

|  | 45.15% |

|  | 0.80% |

|  | 0.58% |

|  | 0.39% |

### 대한민국 제20대 국회의원 선거
|  | 49.47% |

|  | 38.62% |

|  | 11.89% |

### 대한민국 제21대 국회의원 선거
|  | 52.03% |

|  | 43.20% |

|  | 1.86% |

|  | 1.37% |

|  | 1.03% |

|  | 0.49% |